# Чебаклы (Новосибирская область)
Чебаклы — деревня в Чистоозёрном районе Новосибирской области. Входит в состав Прибрежного сельсовета.

## География
Площадь деревни — 64 гектара.

## Население
| 2002 | 2007 | 2010 |
| ---- | ---- | ---- |
| 102  | ↗112 | ↘93  |

## Инфраструктура
В деревне по данным на 2007 год функционируют 1 учреждение здравоохранения и 1 учреждение образования.